# Isolasia caovansungi
Isolasia caovansungi là một loài bướm đêm trong họ Noctuidae.